# Julie Blanchette
Pour les articles homonymes, voir Blanchette.
Julie Blanchette (née le 9 janvier 1977 à Montréal), est une joueuse canadienne de ringuette évoluant aux postes d'avant-attaquante et de centre. Elle joue actuellement pour le Montréal Mission dans la Ligue Nationale de Ringuette. Elle est membre de l'équipe nationale de ringuette du Canada.
En septembre 2011, Blanchette est nommée entraineuse-adjointe de l'équipe nationale du Canada.

## Carrière
Blanchette commence la ringuette à l’âge de 5 ans. Son frère jouant au hockey, ses parents cherchent un sport d'équipe  pour elle et l'inscrivent au club local de ringuette dans l'est de Montréal. Elle pratique son sport à tous les niveaux amateurs à Montréal et représente le Québec aux championnats canadiens et aux Jeux du Canada. 
Au niveau de l'élite depuis 2003, elle joue  pour Montréal Mission dans la Ligue Nationale de Ringuette au Canada. En 2005, elle joue une saison dans la Ligue professionnelle de ringuette de Finlande pour le club Turun Ringet à Turku.
Depuis 2004, elle est membre de l'équipe nationale du Canada. Elle participe aux Championnats du monde de ringuette de 2004 à Stockholm, de 2007 à Ottawa et de 2010 à Tampere. Elle participe également aux Championnats mondiaux des clubs de 2008 à Sault-Sainte-Marie. 
Elle est la capitaine du Montréal Mission.
Possédant une licence d'instructeur niveau 3 certifié, elle est entraineuse de l'équipe cadette AA de Montréal et membre de l'École nationale de ringuette affiliée à Ringuette Canada. Elle est également l'entraineuse de l'équipe nationale Canada Est U19 lors des Championnats mondiaux des moins de 19 ans en 2009 à Prague.

## Statistiques

### En club
| Saison  | Équipe           | Ligue |    | Saison régulière | Saison régulière | Saison régulière | Saison régulière | Saison régulière |   | Séries éliminatoires | Séries éliminatoires | Séries éliminatoires | Séries éliminatoires | Séries éliminatoires |
| Saison  | Équipe           | Ligue | PJ | B                | A                | Pts              | Pun              | PJ               | B | A                    | Pts                  | Pun                  |                      |                      |
| 2007-08 | Montréal Mission | LNR   | 30 | 48               | 78               | 121              | 8                | -                | - | -                    | -                    | -                    |                      |                      |
| 2008-09 | Montréal Mission | LNR   | 31 | 54               | 80               | 134              | 12               | 3                | 1 | 6                    | 7                    | 4                    |                      |                      |
| 2009-10 | Montréal Mission | LNR   | 31 | 59               | 51               | 110              | 12               | 2                | 2 | 3                    | 5                    | 4                    |                      |                      |
| 2010-11 | Montréal Mission | LNR   | 31 | 61               | 80               | 141              | 12               | 7                | 9 | 14                   | 31                   | 0                    |                      |                      |

### Au niveau international
| Année | Évènement                         |   | PJ | B  | A  | Pts | +/- | Pun                         |  | Résultat |
| 2004  | Championnat du monde de ringuette |   |    |    |    |     |     | Médaille d'argent           |  |          |
| 2007  | Championnat du monde de ringuette | 4 | 5  | 10 | 15 | -   | 8   | Médaille d'argent           |  |          |
| 2008  | Championnats mondiaux des clubs   | 5 | 10 | 14 | 24 | -   | 8   | Montréal Mission termine 5e |  |          |
| 2010  | Championnat du monde de Ringuette | 6 | 1  | 8  | 9  | -   | 0   | Médaille d'argent           |  |          |

## Palmarès
- Championne provinciale du Québec en 1995, en 1996, en 1997, en 1998, en 1999, en 2000, en 2003 , 2004 et 2005
- 8 Championnats canadiens de ringuette.
- Médaille d'argent  au Championnat du Canada de 2000 à Prince Georges
- Médaille d'argent  aux Championnats mondiaux de 2004
- Médaille d'argent  aux Championnats Mondiaux de 2007
- Médaille de bronze  à titre d'entraineuse de l'équipe du Québec aux Jeux d’hiver du Canada de 2007 à Whitehorse.
- Médaille d'argent  à titre d'entraineur de l'équipe nationale Canada Est U-19 aux Championnats mondiaux des moins de 19 ans en août 2009 à Prague, en République tchèque.
- Médaille d'argent  aux championnats Mondiaux de 2010
- Meilleure pointeuse à vie du club Montréal Mission et 2e meilleure pointeuse de tous les temps dans l'existence de la Ligue Nationale de Ringuette au Canada.
- Meilleure pointeuse canadienne lors du Mondial des clubs en 2008[2]
- Championne des pointeuses pour la saison 2010-11 dans la Ligue Nationale de Ringuette au Canada (avec une fiche individuelle de 61 buts and 80 assistances pour un total de 141 points)[4].

## Honneurs individuels
- Sélectionnée sur l'équipe des étoiles lors du Championnat canadien de 2000 à Prince George.
- Sélectionnée sur l'équipe des étoiles lors du Championnat canadien de 2005 à Winnipeg.
- Élue joueuse MVP 2005-06 dans la Ligue Nationale de Ringuette
- Élue meilleure joueuse-avant 2008-09 dans la Ligue Nationale de Ringuette[5].

## Vie personnelle
Blanchette est aussi une fervente adepte du golf.